# Antromycopsis fuscosquamulosa
Antromycopsis fuscosquamulosa är en svampart som beskrevs av D.A. Reid & Eicker 1998. Antromycopsis fuscosquamulosa ingår i släktet Antromycopsis och familjen musslingar.   Inga underarter finns listade i Catalogue of Life.